# Batteriocina
Le batteriocine sono sostanze, principalmente peptidi o proteine, in grado di uccidere specie batteriche filogeneticamente vicine. Sono prodotte da alcuni batteri e generalmente codificate da plasmidi. Essendo di natura proteica sono prodotti dai ribosomi della cellula e quindi dalla sintesi proteica. La biosintesi è bloccata da inibitori della sintesi proteica, a differenza degli antibiotici che sono molecole, anche peptidiche (penicillina), prodotte da sistemi multi-enzimatici e la cui biosintesi non è bloccata da inibitori della sintesi proteica.